# Bobby Lee Trammell
Bobby Lee Trammell (* 31. Januar 1934 in Jonesboro, Arkansas; † 20. Februar 2008 ebenda) war ein US-amerikanischer Rockabilly-Musiker und Politiker.

## Leben

### Kindheit und Jugend
Bobby Lee Trammell war Sohn der Baumwollfarmer Wiley und Mae Trammell. Sein Vater spielte Fiddle und seine Mutter spielte Orgel in der Kirche, in der Trammell von den Gospelklängen beeinflusst wurde. Zudem hörte er regelmäßig die Grand Ole Opry. Während seiner Zeit in der High School hörte Trammell vornehmlich Country-Musik.

### Karriere
Als Carl Perkins und Johnny Cash jedoch des Öfteren Auftritte in der Gegend um seiner Heimatstadt bestritten, wurde auch Trammell von dem neuen „Rockabilly-Sound“ erfasst. Carl Perkins lud oft junge Talente während seiner Tourneen ein, um mit ihm zu musizieren, auf der Bühne und in den Kabinen. Dies tat er auch bei dem jungen Trammell und arrangierte ein Treffen mit Sam Phillips, Perkins’ damaligem Produzenten, Manager und Besitzer der Sun Records in Memphis, Tennessee. Das Zusammentreffen blieb jedoch erfolglos und Trammell zog an die Westküste nach Long Beach, Kalifornien, wo er bei Ford arbeitete.
Dort schaffte er es, an der Seite von Bobby Bare einen Auftritt zu absolvieren, was von Lefty Frizzell, einem der erfolgreichsten Country-Musiker der damaligen Zeit, gesehen wurde. Frizzell war von Trammells Rockabilly beeindruckt und beschaffte ihm einen Job im Jubilee Ballroom in Malibu. Dort trat er im Vorprogramm von Stars wie Frizzell, Freddie Hart und Johnny Cash auf. Eines Abends traf er dort den Produzenten und Labelbesitzer Fabor Robison, der ihm die Chance eröffnete, einen Vertrag bei seinem Fabor-Label zu bekommen. Im November 1957 spielte Trammell zusammen mit James Burton (Gitarre) und James Kirkland (Bass) die beiden Titel Shirley Lee und I Sure Do Love You Baby ein. Mit der sparsamen Besetzung und dem Gitarrenspiel Burtons gelten diese Songs heute als Klassiker des Rockabilly-Genres; damals waren sie jedoch völlig erfolglos. Die Single wurde landesweit von ABC-Paramount neu veröffentlicht, stieg trotz hoher Verkaufszahlen jedoch nicht in die Charts ein. Ricky Nelson nahm eine Coverversion von Shirley Lee für seine zweite LP bei Imperial Records auf.
Die nächsten Jahre blieben weiterhin erfolglos. Weitere Angebote von Ricky Nelson, seine Titel aufzunehmen, schlug Trammell aus. Stattdessen nahm er für verschiedene Labels fortwährend wilden Rockabilly auf. Seine raue und energiegeladene Bühnenpräsenz (er zerriss seine Kleidung, sprang auf das Klavier) ließ ihn in Kalifornien bald durch einen schlechten Ruf arbeitslos werden und Trammell kehrte zurück nach Arkansas. Dort versuchte er sich als Country-Musiker, was jedoch fehlschlug, denn auf einem Auftritt zerstörte er Jerry Lee Lewis’ Klavier. Als die „British Invasion“ in den 1960er-Jahren aufkam, ließ Trammell sich seine Haare länger wachsen und versuchte sich mit rauem Rockabilly und Rock ’n’ Roll dagegen zu stemmen. Aufgrund seines schlechten Rufes wurden seine Platten jedoch nie im Radio gespielt und für Auftritte wurde er auch nicht mehr gebucht. Seine Platten musste er teilweise selbst aus seinem Auto verkaufen.
In den 1970er-Jahren wechselte er zur Country-Musik und seine Platten verkauften sich erstmals wieder so gut, dass er von seinen Einkünften leben konnte. Zwischen 1970 und 1972 nahm er für Soundcot Records auf. Der Titel Love Isn't Love (Until You Give It Away) erreichte im Juli 1972 Platz 52 der Billboard-Charts. Der Erfolg brachte Trammell im Anschluss zu Capitol Records, für die er 1973 auch seine alte Rockabilly-Nummer You Mostest Girl neu aufnahm. Diese Version wurde von Kennern teilweise sogar besser als das Original eingeschätzt. Der Erfolg von Love Isn't Love konnte danach aber nicht wiederholt werden, wodurch die Zusammenarbeit mit Capitol nach zwei Singles bereits wieder beendet wurde. Im folgenden Jahrzehnt versuchte Trammell, im europäischen Rockabilly-Revival Fuß zu fassen, was jedoch missglückte. Grund dafür waren unter anderem einige seiner Showeinlagen, die bei vielen Rockabilly-Puristen nicht gut ankamen: So trat er statt im 1950er-Look häufig in einem Superman-Kostüm auf. Von diesem Zeitpunkt an zog Trammell sich aus der Musik zurück. 1998 widmete er sich der Politik und wurde für die Demokratische Partei in das Repräsentantenhaus von Arkansas gewählt, dem er bis 2002 angehörte.
Bobby Lee Trammell starb 2008 im Alter von 74 Jahren.

## Diskografie

### Singles
| Jahr | Titel                                                                                            | Plattenfirma      |
| ---- | ------------------------------------------------------------------------------------------------ | ----------------- |
| 1957 | Shirley Lee / I Sure Do Love You Baby                                                            | Fabor Records     |
| 1958 | Shirley Lee / I Sure Do Love You Baby                                                            | ABC-Paramount     |
| 1958 | You Mostest Girl / Uh Oh                                                                         | Radio Records     |
| 1958 | My Susie J, My Susie Jane / Should I Make Amends                                                 | Radio Records     |
| 1959 | Open Up Your Heart / Woe Is Me                                                                   | Warrior Records   |
| 1960 | Hi Ho Silver / Been A-Walking                                                                    | Vaden Records     |
| 1961 | You Mostest Girl / Uh Oh (als Bobby Lee)                                                         | Skyla Records     |
| 1961 | It Takes Breakes / Connie                                                                        | Cuba Records      |
| 1961 | Twist It / King Size Love                                                                        | Cuba Records      |
| 1961 | Would You Believe It / Feel Like It Is So                                                        | Falew Records     |
| 1962 | Arkansas Twist / It’s All Your Fault                                                             | Alley 1001        |
| 1962 | Come On Baby / I Tried Not To Cry                                                                | Alley 1004        |
| 1962 | Sally Twist / Carolyn                                                                            | Atlanta Records   |
| 1962 | I Love ‘em All / Come On                                                                         | Atlanta Records   |
| 1963 | New Dance In France / Give Me That Good Lovin’                                                   | Atlanta Records   |
| 1963 | Mary Ann / I’ll Step Aside                                                                       | Atlanta Records   |
| 1964 | Hi-O Silver / Don’t You Know (I Love You)                                                        | Santo Records     |
| 1964 | You Mostest Girl / Uh Oh                                                                         | Fabor Records     |
| 1964 | New Dance In France / Give Me That Good Lovin’                                                   | Atlanta Records   |
| 1964 | New Dance In France / Give Me That Good Lovin’                                                   | Sims Records      |
| 1964 | If You Don’t Wanna, You Don’t Have To / Come On and Love Me                                      | Sims Records      |
| 1964 | New Dance In France / Carolyn                                                                    | Sue Records       |
| 1964 | New Dance In France / Give Me That Good Lovin’                                                   | Sue Records       |
| 1964 | Tator / Just Let Me Love You One More Time                                                       | Atlanta Records   |
| 1965 | Twenty-Four Ours / Just Let Me Love You One More Time                                            | Sims Records      |
| 1965 | I Tried / Am I Satisfying You?                                                                   | Sims Records      |
| 1965 | Long Tall Sally / Saints Go Marchin’ In                                                          | Sims Records      |
| 1965 | I Need Love / You Gonna Want It Agin’                                                            | Alpha Records     |
| 1966 | Shimmy Lou / You Make Me Feel So Fine                                                            | Hot Records       |
| 1966 | Betty Jean / Tollie Frollie                                                                      | Hot Records       |
| 1966 | Tator / Just Let Me Love You One More Time                                                       | Hot Records       |
| 1966 | Shimmy Lou / You Make Me Feel So Fine                                                            | Atlantic Records  |
| 1966 | I Couldn’t Believe My Eyes / What Is The World Coming To?                                        | Hot Records       |
| 1968 | I’m Cheating Again / Tomorrow or Today                                                           | Country Records   |
| 1968 | What Is The World Coming To? / I Couldn’t Believe My Eyes                                        | Country Records   |
| 1969 | Proud Mary Is Rolling Hot Down The River To See The Bad Moon Rising / I Couldn’t Believe My Eyes | Hot Records       |
| 1970 | I Dare America To Be Great / A Gift From God Through The Man From Marion County                  | Soundcot Records  |
| 1970 | 24 Hours a Day / I Lost The Girl I Loved Tonight                                                 | Soundcot Records  |
| 1970 | You Mostest Girl / Whole Lotta Shakin’ Goin’ On                                                  | Soundcot Records  |
| 1971 | My Shoes Keep Walkin’ Back To You / Let’s Wash The World and Make It Clean                       | Soundcot Records  |
| 1971 | Don’t Let The Stars Get In Your Eyes / Sheila                                                    | Soundcot Records  |
| 1971 | You Were Worth The Wait / Wadin’ In The Water                                                    | Soundcot Records  |
| 1972 | Love Isn’t All (Till You Give It Away) / Tell Me That You Want Me                                | Soundcot Records  |
| 1973 | You Mostest Girl / You Stand A Chance Of Losing What You’ve Got                                  | Capitol Records   |
| 1973 | Love Don’t Let Me Down / I Couldn’t Belive My Eyes                                               | Capitol Records   |
| 1974 | Marion County Tradition / The Warmth Of Your Love                                                | Cinnamon Records  |
| 1977 | Jenny Lee / It’s All Your Fault                                                                  | Sun International |

### Alben
- 1962: Arkansas Twist
- 1970: I Dare America To Be Great
- 1972: Love Isn’t All ‘Till You Give It Away
- 1973: His Very Best Rockin’ Records
- 1978: Arkansas Twist
- 1983: I Tribute To My Mother – All Mothers
- 1983: Arkansas Twist
- 1984: Bobby Lee Trammell
- 1984: Toolie Frollie
- 1993: Arkansas Twist
- 1995: You Mostest Girl (Bear Family)
- 2001: Arkansas Twist (Buffalo Bop D)